# Manfred Deckert
Manfred Deckert (Halle, 31 marzo 1961) è un dirigente sportivo ed ex saltatore con gli sci tedesco.
Durante la sua carriera agonistica gareggiò per la nazionale tedesca orientale.
È fratello del fondista Alf-Gerd, a sua volta sciatore nordico di alto livello.

## Biografia

### Carriera sciistica
Debuttò in campo internazionale ai Mondiali juniores del 1978 a Murau (14°). In Coppa del Mondo esordì il 30 dicembre 1979 a Oberstdorf (28°), ottenne il primo podio il 30 dicembre 1981 ancora a Oberstdorf (2°) e la prima vittoria il 3 gennaio 1982 a Innsbruck. Nel 1982 vinse il Torneo dei quattro trampolini.
In carriera prese parte a un'edizione dei Giochi olimpici invernali, Lake Placid 1980 (2° nel trampolino normale, 20° nel trampolino lungo), a due dei Campionati mondiali, vincendo una medaglia, e a una dei Mondiali di volo, Harrachov 1983 (11° nell'individuale).

### Carriera dirigenziale
È presidente dello sci club per il quale gareggiò, che ha assunto la denominazione di VSC Klingenthal.

### Altre attività
Insegnante di ginnastica, dal 2008 ricopre la carica di sindaco della città di Auerbach, in Sassonia.

## Palmarès

### Olimpiadi
- 1 medaglia:
  - 1 argento (trampolino normale a Lake Placid 1980)

### Mondiali
- 1 medaglia:
  - 1 bronzo (gara a squadre a Seefeld in Tirol 1985)

### Coppa del Mondo
- Miglior piazzamento in classifica generale: 11º nel 1982
- 3 podi (individuali):
  - 1 vittoria
  - 2 secondi posti

#### Coppa del Mondo - vittorie
| Data           | Località  | Nazione | Trampolino    |
| -------------- | --------- | ------- | ------------- |
| 3 gennaio 1982 | Innsbruck | Austria | Bergisel K106 |

#### Torneo dei quattro trampolini
- Vincitore del Torneo dei quattro trampolini nel 1982
- 3 podi di tappa[4]:
  - 1 vittoria
  - 2 secondi posti

### Campionati tedeschi orientali
- 6 ori (trampolino normale nel 1979; trampolino normale nel 1983; trampolino normale nel 1984; gara a squadre nel 1986; trampolino normale, gara a squadre nel 1987)[1][2]